# Blaesoxipha agnoni
Blaesoxipha agnoni är en tvåvingeart som beskrevs av Andy Z. Lehrer 1995. Blaesoxipha agnoni ingår i släktet Blaesoxipha och familjen köttflugor. Inga underarter finns listade i Catalogue of Life.